# تیم ملی فوتبال کشورهای مشترک‌المنافع
تیم ملی فوتبال کشورهای مشترک‌المنافع یا تیم ملی فوتبال کشورهای مستقل همسود (روسی: Сборная СНГ по футболу, Sbornaya SNG po futbolu) یک تیم ملی انتقالی از فدراسیون فوتبال شوروی در سال ۱۹۹۲ بود. پذیرفته شد که این تیم نماینده کشورهای مستقل همسود باشد.
تیم CIS ایجاد شد تا به تیم ملی اتحاد جماهیر شوروی اجازه حضور بیشتر را بدهد، زیرا قبلاً یک سهمیه در یورو ۱۹۹۲ از طریق مسابقات مقدماتی ۱۹۹۰–۱۹۹۱ به دست آورده بود. تنها راه برای حفظ جایگاه تیم پس از انحلال تیم شوروی، شرکت در مسابقات به عنوان یک تیم متحد بود. بازیکنان این گزینه را داشتند که برای این تیم بازی کنند یا برای تیم کشورشان بازی کنند.
با پایان یورو ۱۹۹۲، تیم ملی روسیه به عنوان تنها جانشین تیم CIS شناخته شد.

## وضعیت

پرچم مورد استفاده تیم CIS در یورو ۱۹۹۲.

همانطور که اتحاد جماهیر شوروی به طور رسمی در ۲۶ دسامبر ۱۹۹۱ منحل شد، همه سازمان‌های آن از جمله فدراسیون فوتبال نیز وجود نداشت. اتحادیه فدراسیون‌های فوتبال کشورهای مستقل همسود در ۱۱ ژانویه ۱۹۹۲ تشکیل شد و دو روز بعد توسط فیفا تأیید شد. سمفونی شماره ۹ بتهوون به عنوان سرود آن انتخاب شد. همراه با اتحادیه، فدراسیون‌های ملی اعضای آن شروع به تشکیل و درخواست برای به رسمیت شناختن بین‌المللی کردند.
تیم ملی فوتبال کشورهای مستقل همسود که قبلاً به عنوان تیم ملی فوتبال اتحاد جماهیر شوروی شناخته می‌شد، شرکت خود را در یورو ۱۹۹۲ در ژوئن ۱۹۹۲ تکمیل کرد. پس از مدت کوتاهی منحل شد و تمام نتایج آن به تیم ملی فوتبال روسیه منتقل شد که اولین بازی خود را در اوت ۱۹۹۲ انجام داد.
مربیگری تیم ملی فوتبال کشورهای مستقل همسود در رده آخر گروه قرار گرفت، اما دو تساوی قابل توجه با آلمان و هلند به دست آورد، قبل از شکست ۳-۰ از اسکاتلند که آخرین بازی آنها بود.

## رکورد قهرمانی اروپا
| سال   | مرحله       | رتبه | GP | W | D | L | GS | GA |
| ----- | ----------- | ---- | -- | - | - | - | -- | -- |
| ۱۹۹۲  | مرحله گروهی | هشتم | ۳  | ۰ | ۲ | ۱ | ۱  | ۴  |
| مجموع | ۱/۱         | هشتم | ۳  | ۰ | ۲ | ۱ | ۱  | ۴  |

## فدراسیون‎‌های ملی پس از شوروی

### فدراسیون‌های ملی عضو اتحادیه کشورهای مستقل همسود
| ارمنستان  | ۱۸ ژانویه ۱۹۹۲ | تیم ملی | تیم زیر ۲۱ سال | یوفا    |
| آذربایجان | مارس ۱۹۹۲      | تیم ملی | تیم زیر ۲۱ سال | یوفا    |
| بلاروس    | ۱۹۸۹           | تیم ملی | تیم زیر ۲۱ سال | یوفا    |
| گرجستان   | ۱۵ فوریه ۱۹۳۶  | تیم ملی | تیم زیر ۲۱ سال | یوفا    |
| قزاقستان  | ۱۹۹۲           | تیم ملی | تیم زیر ۲۱ سال | یوفا[۱] |
| قرقیزستان | ۲۵ فوریه ۱۹۹۲  | تیم ملی | تیم زیر ۲۱ سال | ای‌اف‌سی  |
| مولداوی   | ۱۴ آوریل ۱۹۹۰  | تیم ملی | تیم زیر ۲۱ سال | یوفا    |
| روسیه     | ۸ فوریه ۱۹۹۲   | تیم ملی | تیم زیر ۲۱ سال | یوفا    |
| تاجیکستان | ۱۹۳۶           | تیم ملی | تیم زیر ۲۱ سال | ای‌اف‌سی  |
| ترکمنستان | ۱۹۹۲           | تیم ملی | تیم زیر ۲۱ سال | ای‌اف‌سی  |
| اوکراین   | ۱۳ دسامبر ۱۹۹۱ | تیم ملی | تیم زیر ۲۱ سال | یوفا    |
| ازبکستان  | ۱۹۴۶           | تیم ملی | تیم زیر ۲۱ سال | ای‌اف‌سی  |

۱. ^  قزاقستان از سال ۱۹۹۴ تا سال ۲۰۰۲ که به یوفا پیوست به ای‌اف‌سی وابسته بود.

### فدراسیون‌های ملی خارج از اتحادیه کشورهای مستقل همسود
| استونی  | ۱۴ دسامبر ۱۹۲۱ | تیم ملی | تیم زیر ۲۱ سال | یوفا |
| لتونی   | ۱۹۲۱           | تیم ملی | تیم زیر ۲۱ سال | یوفا |
| لیتوانی | ۹ دسامبر ۱۹۲۲  | تیم ملی | تیم زیر ۲۱ سال | یوفا |

## بازیکنان در جام ملت‌های اروپا ۱۹۹۲
سرمربی:  آناتولی بیشووتس
1. ↑  تسویبا یک بار برای اوکراین در سال ۱۹۹۲ بازی کرد. او در سال ۱۹۹۷ تابعیت خود را به روسیه تغییر داد و هشت بازی ملی به دست آورد.